# Ginnastica Torino

Emblema

El Ginnastica Torino fue un club italiano de rugby de la ciudad de Turín, fundado a finales de los años 20 como sección de rugby de la Reale Società Ginnastica Torino, una prestigiosa entidad que presume de ser uno de los clubs deportivos más antiguos de Europa, habiendo sido creada en 1844, y también de tener 4 oros olímpicos, 5 campeonatos de Europa y 98 campeonatos nacionales en las diversas disciplinas que se practican en él.
El equipo de rugby participó en algunas de las primeras ediciones de la liga italiana de rugby, quedando incluso campeón en la temporada 1946/47, si bien en 1949 el club se cambió al rugby a 13, para ser disuelto definitivamente pocos años después.

## Títulos
- Liga Italiana de Rugby = (1) 1946-47